# Achat Gadsden
1853–1854
Entités précédentes :
- Second Empire mexicain

Entités suivantes :
- Territoire du Nouveau-Mexique

L'achat Gadsden (représentation des États et principales villes actuelles).

L'achat Gadsden (en anglais Gadsden Purchase, en espagnol venta de La Mesilla) est le nom donné à l'acquisition par les États-Unis en 1853 d'une zone vendue par le Mexique de 76 800 km2 qui fut intégrée au territoire du Nouveau-Mexique. 
La zone correspond au sud de l'Arizona et au sud-ouest de l'État du Nouveau-Mexique, au sud de la rivière Gila et à l'ouest du Río Grande.

## Enjeux

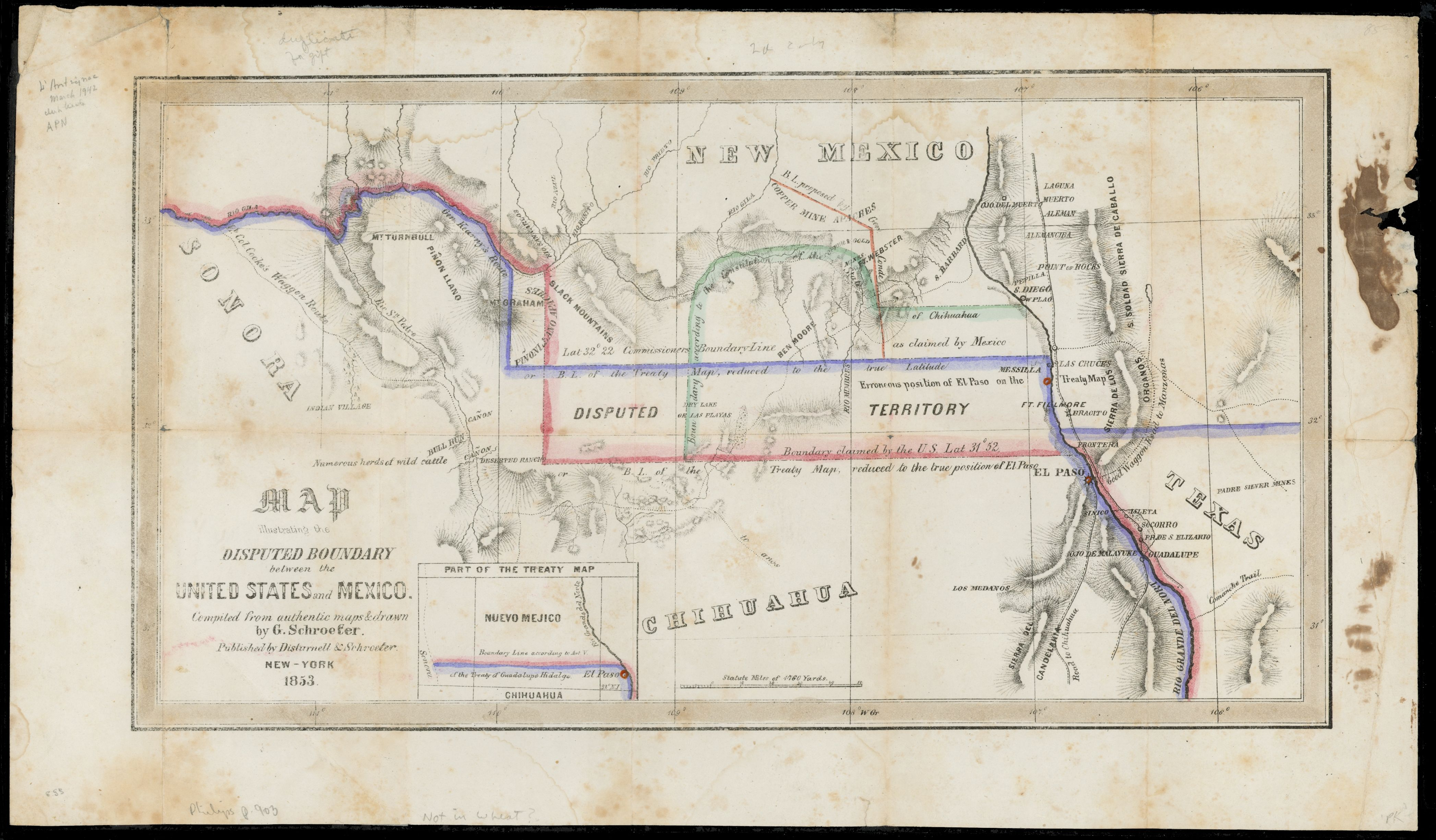
Disturnell & Schroeter, Map Illustrating the Disputed Boundary Between the United States and Mexico, 1853

Le but de cet achat était de permettre la construction d'une ligne de chemin de fer transcontinentale au sud, projet jamais réalisé. Un autre argument était de donner plus de compensation[pas clair] pour les territoires de la Cession mexicaine obtenus cinq années auparavant en 1848 dans le traité de Guadalupe Hidalgo qui mit fin à la guerre américano-mexicaine. Le 30 décembre 1853, le représentant des États-Unis au Mexique, James Gadsden, et le président mexicain, Antonio López de Santa Anna, se mirent d'accord pour le prix de 10 millions de dollars américains.
Le plan à l'origine prévoyait un territoire beaucoup plus grand qui incluait la plupart des États du Nord du Mexique : Coahuila, Chihuahua, Sonora, Nuevo León et Tamaulipas ainsi que la totalité de la péninsule de Basse-Californie. Cette nouvelle frontière provoqua l'opposition des Mexicains mais aussi des sénateurs américains anti-esclavagistes car cela aurait agrandi la part des territoires esclavagistes de l'Union. Cependant, même la vente de cette petite bande fut mal acceptée par les Mexicains qui y voyaient une trahison supplémentaire de Santa Anna, ce qui contribua à sa chute.

## Évolutions
Ce territoire fut initialement ajouté au territoire du Nouveau-Mexique. Pour aider à contrôler cette acquisition, le 7 novembre 1856, l'armée américaine construisit le fort Buchanan sur la Sonoita Creek, situé aujourd'hui dans le sud de l'Arizona. La difficulté de gouverner ces nouvelles zones depuis la capitale territoriale Santa Fe poussa dès 1856 à organiser un nouveau territoire sur la partie sud du territoire du Nouveau-Mexique. Beaucoup des premiers colons de la région étaient, cependant, sympathisants des États sudistes, ce qui entraîna une impasse au Congrès américain sur la meilleure façon de réorganiser ce nouveau territoire.
Après la guerre de Sécession, la partie occidentale est attribuée au territoire de l'Arizona, créé en 1863 (qui deviendra l'État de l'Arizona en 1912).